# Canton de Mayenne
Le canton de Mayenne est une circonscription électorale française du département de la Mayenne.

## Histoire
Un nouveau découpage territorial de la Mayenne entre en vigueur à l'occasion des élections départementales de 2015. Il est défini par le décret du 21 février 2014, en application des lois du 17 mai 2013 (loi organique 2013-402 et loi 2013-403). Les conseillers départementaux sont, à compter de ces élections, élus au scrutin majoritaire binominal mixte. Les électeurs de chaque canton élisent au Conseil départemental, nouvelle appellation du Conseil général, deux membres de sexe différent, qui se présentent en binôme de candidats. Les conseillers départementaux sont élus pour 6 ans au scrutin binominal majoritaire à deux tours, l'accès au second tour nécessitant 12,5 % des inscrits au 1er tour. En outre la totalité des conseillers départementaux est renouvelée. Ce nouveau mode de scrutin nécessite un redécoupage des cantons dont le nombre est divisé par deux avec arrondi à l'unité impaire supérieure si ce nombre n'est pas entier impair, assorti de conditions de seuils minimaux. Dans la Mayenne, le nombre de cantons passe ainsi de 32 à 17.
Le canton de Mayenne est formé de communes de l'ancien Mayenne-Est (dont une partie de Mayenne) et de la partie de la commune de Mayenne de celui de Mayenne-Ouest. Il est entièrement inclus dans l'arrondissement de Mayenne. Le bureau centralisateur est situé à Mayenne.

## Représentation
| Période élective | Période élective | Mandat | Mandat   | Identité           | Nuance | Nuance | Qualité                                                         |
| ---------------- | ---------------- | ------ | -------- | ------------------ | ------ | ------ | --------------------------------------------------------------- |
| 2015             | 2021             | 2015   | 2021     | Gérard Brodin      |        | DVD    | Ingénieur agricole (retraité), maire de Saint-Georges-Buttavent |
| 2015             | 2021             | 2015   | 2021     | Patricia Gontier   |        | DVD    | Employée de banque, maire de Placé                              |
| 2021             | 2028             | 2021   | en cours | Stéphanie Lefoulon |        | DVG    | Adjointe au maire de Mayenne                                    |
| 2021             | 2028             | 2021   | en cours | Antoine Valprémit  |        | DVG    | Maire de Sacé, premier vice-président de Mayenne Communauté     |

### Résultats détaillés

#### Élections de mars 2015
À l'issue du 1er tour des élections départementales de 2015, deux binômes sont en ballottage : Michel Angot et Pascaline Leblanc (Union de la Gauche, 40,09 %) et Gérard Brodin et Patricia Gontier (Union de la Droite, 26,15 %). Le taux de participation est de 50,78 % (7 040 votants sur 13 864 inscrits) contre 50,77 % au niveau départemental et 50,17 % au niveau national.
Au second tour, Gérard Brodin et Patricia Gontier (Union de la Droite) sont élus avec 51,08 % des suffrages exprimés et un taux de participation de 52,11 % (3 380 voix pour 7 224 votants et 13 864 inscrits).

#### Élections de juin 2021
Le premier tour des élections départementales de 2021 est marqué par un très faible taux de participation (33,26 % au niveau national). Dans le canton de Mayenne, ce taux de participation est de 32,98 % (4 553 votants sur 13 807 inscrits) contre 32,1 % au niveau départemental. À l'issue de ce premier tour, deux binômes sont en ballottage : Gérard Brodin et Valérie Jones (DVD, 43,47 %) et Stéphanie Lefoulon et Antoine Valpremit (DVG, 43,35 %).
Le second tour des élections est marqué une nouvelle fois par une abstention massive équivalente au premier tour. Les taux de participation sont de 34,36 % au niveau national, 32,97 % dans le département et 35,94 % dans le canton de Mayenne. Stéphanie Lefoulon et Antoine Valpremit (DVG) sont élus avec 50,56 % des suffrages exprimés (2 381 voix pour 4 963 votants et 13 811 inscrits),,.

## Composition
Le canton de Mayenne comprend huit communes entières.
| Nom                             | Code Insee | Intercommunalité      | Superficie (km2) | Population (dernière pop. légale) | Densité (hab./km2) | Modifier                                    |
| ------------------------------- | ---------- | --------------------- | ---------------- | --------------------------------- | ------------------ | ------------------------------------------- |
| Mayenne (bureau centralisateur) | 53147      | CC Mayenne Communauté | 19,88            | 12 854 (2022)                     | 647                | modifier les données · modifier les données |
| Alexain                         | 53002      | CC Mayenne Communauté | 16,24            | 612 (2022)                        | 38                 | modifier les données · modifier les données |
| Contest                         | 53074      | CC Mayenne Communauté | 22,96            | 840 (2022)                        | 37                 | modifier les données · modifier les données |
| Parigné-sur-Braye               | 53174      | CC Mayenne Communauté | 9,88             | 841 (2022)                        | 85                 | modifier les données · modifier les données |
| Placé                           | 53179      | CC Mayenne Communauté | 25,25            | 354 (2022)                        | 14                 | modifier les données · modifier les données |
| Saint-Baudelle                  | 53200      | CC Mayenne Communauté | 7,17             | 1 181 (2022)                      | 165                | modifier les données · modifier les données |
| Saint-Georges-Buttavent         | 53219      | CC Mayenne Communauté | 36,87            | 1 381 (2022)                      | 37                 | modifier les données · modifier les données |
| Saint-Germain-d'Anxure          | 53222      | CC Mayenne Communauté | 10,35            | 365 (2022)                        | 35                 | modifier les données · modifier les données |
| Canton de Mayenne               | 5314       |                       | 148,60           | 18 428 (2022)                     | 124                | modifier les données                        |

## Démographie
En 2022, le canton comptait 18 428 habitants, en évolution de −0,31 % par rapport à 2016 (Mayenne : −0,73 %, France hors Mayotte : +2,11 %).
| 2013   | 2018   | 2022   |
| ------ | ------ | ------ |
| 18 960 | 18 444 | 18 428 |